# Командный чемпионат России по спидвею
Командный чемпионат России по спидвею — годовой цикл соревнований среди спидвейных клубов России. Проводится по открытой системе, поэтому в чемпионате также участвовали клубы с Украины и из Латвии.
Регламент чемпионата неоднократно менялся: в 1993 году чемпионат проводился по системе из 3 отборочных раундов, 2 полуфиналов и финала, с 1994 было решено перейти на 2-круговую систему, однако в 2002, 2008, 2015-2016 и 2020 годах было проведено 4 круга.
Различные изменения претерпевала и сетка заездов (так, в 2001 году гонка состояла из 18 заездов вместо классических 15), и состав участников — в 1995—2001, 2005—2008, 2011-2012, 2014 и 2019-2020 гг. правилами разрешалось привлечение гонщиков-легионеров. В 2011-2012 и с 2017 гг. также разрешалось разовое использование джокера (гонщика, чьи очка умножались на 2) командой, проигрывающей по ходу встречи 6 и более (2011) или 8 и более (2012, с 2017) очков.

## Призёры
| Год  | Победитель             | Второе место            | Третье место                   |
| 1993 | Башкирия-Лукойл (Уфа)  | Строитель (Октябрьский) | Монолит (Черкесск)             |
| 1994 | Жигули (Тольятти)      | Строитель (Октябрьский) | Салават (Салават)              |
| 1995 | Мега-Лада (Тольятти)   | Башкирия-Лукойл (Уфа)   | Локомотив (Даугавпилс)         |
| 1996 | Мега-Лада-1 (Тольятти) | Восток (Владивосток)    | Спидвей-Локомотив (Даугавпилс) |
| 1997 | Лукойл (Октябрьский)   | Мега-Лада (Тольятти)    | Восток (Владивосток)           |
| 1998 | Мега-Лада (Тольятти)   | Лукойл (Октябрьский)    | Восток (Владивосток)           |
| 1999 | Лукойл (Октябрьский)   | Мега-Лада (Тольятти)    | Восток (Владивосток)           |
| 2000 | Лукойл (Октябрьский)   | Мега-Лада (Тольятти)    | Восток (Владивосток)           |
| 2001 | Мега-Лада (Тольятти)   | Лукойл (Октябрьский)    | Локомотив (Даугавпилс)         |
| 2002 | Мега-Лада (Тольятти)   | Лукойл (Октябрьский)    | Локомотив (Даугавпилс)         |
| 2003 | Мега-Лада (Тольятти)   | Лукойл (Октябрьский)    | Восток (Владивосток)           |
| 2004 | Мега-Лада (Тольятти)   | Лукойл (Октябрьский)    | Салават (Салават)              |
| 2005 | Мега-Лада (Тольятти)   | Лукойл (Октябрьский)    | Восток (Владивосток)           |
| 2006 | Мега-Лада (Тольятти)   | Лукойл (Октябрьский)    | Восток (Владивосток)           |
| 2007 | Мега-Лада (Тольятти)   | СК Турбина (Балаково)   | Восток (Владивосток)           |
| 2008 | Мега-Лада (Тольятти)   | Восток (Владивосток)    | Турбина (Балаково)             |
| 2009 | Турбина (Балаково)     | Восток (Владивосток)    | Мега-Лада (Тольятти)           |
| 2010 | Восток (Владивосток)   | Турбина (Балаково)      | Мега-Лада (Тольятти)           |
| 2011 | Турбина (Балаково)     | Восток (Владивосток)    | Мега-Лада (Тольятти)           |
| 2012 | Турбина (Балаково)     | Мега-Лада (Тольятти)    | Восток (Владивосток)           |
| 2013 | Мега-Лада (Тольятти)   | Восток (Владивосток)    | Турбина (Балаково)             |
| 2014 | Мега-Лада (Тольятти)   | Восток (Владивосток)    | Турбина (Балаково)             |
| 2015 | Восток (Владивосток)   | Турбина (Балаково)      | Мега-Лада (Тольятти)           |
| 2016 | Восток (Владивосток)   | Турбина (Балаково)      | Мега-Лада (Тольятти)           |
| 2017 | Мега-Лада(Тольятти)    | Турбина (Балаково)      | Восток (Владивосток)           |
| 2018 | Восток (Владивосток)   | Турбина (Балаково)      | Мега-Лада(Тольятти)            |
| 2019 | Восток (Владивосток)   | Мега-Лада(Тольятти)     | Турбина (Балаково)             |
| 2020 | Турбина (Балаково)     | Мега-Лада (Тольятти)    | Восток (Владивосток)           |
| 2021 | Мега-Лада (Тольятти)   | Турбина (Балаково)      | Восток (Владивосток)           |
| 2022 | Восток (Владивосток)   | Турбина (Балаково)      | Мега-Лада (Тольятти)           |
| 2023 | Мега-Лада (Тольятти)   | Восток (Владивосток)    | Турбина (Балаково)             |
| 2024 | Мега-Лада (Тольятти)   | Восток (Владивосток)    | Турбина (Балаково)             |

## Медальный зачёт
| Позиция | Клуб (город)                                        | Gold | Silver | Bronze | Всего |
| ------- | --------------------------------------------------- | ---- | ------ | ------ | ----- |
| 1.      | Жигули Мега-Лада (Тольятти)                         | 17   | 6      | 7      | 30    |
| 2.      | Восток (Владивосток)                                | 6    | 7      | 12     | 25    |
| 3.      | Турбина (Балаково)                                  | 4    | 8      | 5      | 17    |
| 4.      | Строитель Лукойл Октябрьский Башкирия (Октябрьский) | 3    | 9      |        | 12    |
| 5.      | Башкирия-Лукойл (Уфа)                               | 1    | 1      |        | 2     |
| 6.      | Локомотив (Даугавпилс)                              |      |        | 4      | 4     |
| 7.      | Салават (Салават)                                   |      |        | 2      | 2     |
| 8.      | Монолит (Черкесск)                                  |      |        | 1      | 1     |

Кроме команд-медалистов, в чемпионате России также выступали команды Сибирь (Новосибирск), Старт (Уссурийск), Урал (позже Меткор — Стерлитамак), Мега-Лада-2 (Тольятти), Приморье (Владивосток), СТМК Турбина (Балаково) и украинские команды Шахтёр (Червоноград), Ураган и Украина (Ровно), вне зачёта также команды Старт-2 (Уссурийск) и Дружба (сборная).